# Hans Waldenfels
Johannes Bernhard Maria Waldenfels SJ (* 20. Oktober 1931 in Essen; † 12. November 2023 ebenda) war ein deutscher Jesuit, Fundamentaltheologe und Religionsphilosoph.

## Leben
Hans Waldenfels war ein Sohn aus der Ehe von Bernhard und Therese Waldenfels geb. Schröder. 1951 legte er sein Abitur am Staatlichen Burggymnasium Essen ab und trat in den Jesuitenorden ein. Von 1953 bis 1956 studierte er Philosophie an der Philosophischen Hochschule Berchmanskolleg in Pullach bei München (Lic. phil.). Von 1956 bis 1965 hielt er sich in Japan auf. Er erlernte die japanische Sprache (1957–1959) und war in Hiroshima (1959/60) tätig. Von 1960 bis 1964 absolvierte er ein Theologiestudium an der katholischen Sophia-Universität in Tokio (Lic.theol.). Am 18. März 1963 empfing er in Tokio von Peter Tatsuo Kardinal Doi, Erzbischof von Tokio,  die Priesterweihe. Als Gasthörer für Religionsphilosophie an der Kaiserlichen Universität Kyōto bei Takeuchi Yoshinori und Nishitani Keiji wurde er mit der Philosophie der Kyōto-Schule bekannt.
Von 1965 bis 1968 studierte Waldenfels zu Promotionszwecken an der Gregoriana in Rom und der Universität Münster und beendete sein Doktoratsstudium mit der Dissertation zum Dr. theol. in Rom bei René Latourelle SJ und Juan Alfaro SJ. Seine 1969 veröffentlichte Dissertation geht auf eine Anregung von Karl Rahner zurück und trägt den Titel „Offenbarung. Das Zweite Vatikanische Konzil auf dem Hintergrund der neueren Theologie“. 1976 folgte seine Habilitation an der Universität Würzburg. 1976 habilitierte er sich in Würzburg mit der Schrift Absolutes Nichts.
1977 wurde Waldenfels als Professor für Fundamentaltheologie, Theologie der Religionen und Religionsphilosophie an die Universität Bonn berufen und wirkte als Direktor des Fundamentaltheologischen Seminars. Von 1979 bis 1980 und von 1988 bis 1990 hatte er das Amt des Dekans der Katholisch-theologischen Fakultät inne. Er war Vorsitzender und kommissarischer Vorsitzender des Katholisch-Theologischen Fakultätentags (1987–1991, 1992–1994) und Sprecher des Graduiertenkollegs der Universität Bonn zu Forschungsgebiet „Interkulturelle Religiöse bzw. Religionsgeschichtliche Studien“ (1992–1998). 1992/94 hielt er Vorlesungen an der Humboldt-Universität zu Berlin (in Vorbereitung eines Guardini-Lehrstuhls). 1997 wurde er emeritiert.
Waldenfels hatte mehrere Gastprofessuren inne wie an der Lomonossow-Universität Moskau (1998), Universität Bamberg (1998/99), Dharma Dialogue Lectures am Chavara Institute of Indian and Inter-Religious Studies (CIIS) in Rom (2004), Wade Chair an der Marquette University in Wisconsin, USA (2006/07), Dharma Endowment Lectures 2011/12 am Dharmaram Vidya Kshetram in Bengaluru (2011) und weitere.
Von 1971 bis 2001 war er Berater der Deutschen Bischofskonferenz in der Kommission Weltkirche. Von 1991/1992 bis 2006 war Waldenfels zudem Pfarrverweser in der Pfarrei St. Remigius in Düsseldorf-Wittlaer. Am 25. Mai 2010 wurde die Waldenfels-Born-Stiftung gegründet, die sich der Förderung der von Waldenfels vertretenen kontextuellen Theologie widmet.
Hans Waldenfels starb am 12. November 2023 in Essen. Er war der ältere Bruder des phänomenologischen Philosophen Bernhard Waldenfels.

## Wirken
In seiner „Kontextuellen Fundamentaltheologie“ ging Waldenfels von dem Grundsatz aus: „Gott hat sich uns in Jesus Christus geoffenbart“. Dieser christozentrische Grundsatz fasste für ihn einerseits das Eigentümlich-Christliche in zugespitzter Form zusammen, andererseits erlaubte er ihm, sich innerhalb eines weitgespannten Fragehorizontes mit den gegenwärtigen Herausforderungen des Christentums in problemorientierter, kontextbezogen-dialogischer Weise auseinanderzusetzen.
Kontextualität wurde für Waldenfels deshalb zu einem Schlüsselbegriff, weil in der „postchristlichen Moderne“, in der das Christentum nicht mehr die alleinige Norminstanz ist, eine zukunftsoffene Theologie nicht länger zeit- und ortlos in binnentheologischer Weise betrieben werden kann. Es gilt also, die christliche Theologie so zu kontextualisieren, dass sie auch in fremden, nichtchristlichen Kontexten, also auch von Atheisten und Andersgläubigen, verstanden werden kann. Seine kontextuell-dialogische Betrachtungsweise gestattete es ihm, einerseits seiner fundamentaltheologischen Ausgangsposition verpflichtet zu bleiben und andererseits diese Position auch „mit fremden Augen“ wahrzunehmen, wobei sich seine in Japan begonnenen Studien zum Buddhismus und zur Welt der Religionen als sehr hilfreich erwiesen. Es kann vor diesem Hintergrund nicht überraschen, dass Waldenfels stets für eine enge Zusammenarbeit mit den nichttheologischen Disziplinen, insbesondere mit der Religionswissenschaft, plädierte, sie in seinem Wirken, etwa im Graduiertenkolleg „Interkulturelle religiöse bzw. religionsgeschichtliche Studien“ auch selbst praktizierte, und insbesondere im interdisziplinären Grenzgebiet von Theologie, Religionswissenschaft und Religionsphilosophie zahlreiche grenzüberschreitende Vermittlungs- und Pionierarbeiten vorgelegt hat. In diesem Kontext ist insbesondere auch sein grundlegender Beitrag für das Gespräch zwischen Christentum und Buddhismus („Absolutes Nichts“) zu nennen. Das Gespräch mit dem Buddhismus ist nur ein ausgewähltes Beispiel für die vielen neuen Perspektiven, die Waldenfels im Rahmen der immer bedeutsamer werdenden interkulturellen bzw. interreligiösen Theologie eröffnet hat, wobei er immer wieder darauf hinwies, dass die europäische Kirche nur ein kleiner Teil der Weltkirche ist, weshalb eine „Kontextuelle Fundamentaltheologie“ heute im Horizont der Weltkirche und der Weltreligionen betrieben werden muss. Auch nach dem Durchgang durch die Kirchenkritik und die religionsexterne und interreligiöse Religionskritik, die Waldenfels in seiner kontextuellen Betrachtungsweise stets gebührend berücksichtigte, war er davon überzeugt, dass der christliche Glaube Zukunft hat.

## Ehrungen und Auszeichnungen
- 1993 Ehrendoktorwürde Dr. theol. h.c. der Christliche Theologische Akademie Warschau
- 2003 Verdienstorden der Bundesrepublik Deutschland (Verdienstkreuz am Bande)

## Mitgliedschaften
- Europäische Akademie der Wissenschaften und Künste
- Görres-Gesellschaft; Gründer und 1. Leiter der Abteilung Religionswissenschaft (bis 2009)
- Mitglied im Institut für Interdisziplinäre Forschung
- Europäische Gesellschaft für Theologie
- Arbeitskreis „Kirche und Wissenschaft“ in der Katholischen Akademie in Bayern
- Internationales Institut für missionswissenschaftliche Forschungen; 1978–1998 Vorsitzender; seither Ehrenvorsitzender
- Stiftung Promotio Humana, Vorsitzender von 1998 bis 2006
- International Association for Mission Studies
- Deutsche Gesellschaft für Missionswissenschaft (DGMW)
- International Association for the History of Religions (IAHR)
- Deutsche Vereinigung für Religionswissenschaft (DVRW)
- Korrespondierendes Mitglied des Institute for Oriental Religions, Sophia-Universität Tokio.

## Schriften (Auswahl)
- Offenbarung. Das 2. Vatikanische Konzil auf dem Hintergrund der neueren Theologie (= Beiträge zur ökumenischen Theologie. Band 3). Hueber, München 1969.
- Absolutes Nichts. Zur Grundlegung des Dialogs zwischen Buddhismus und Christentum (= Begegnung. Band 19). Bonifatius, Paderborn 2013, ISBN 978-3-89710-513-3 (Erstausgabe:  1976).
- Kontextuelle Fundamentaltheologie. 4. Auflage. Schöningh, Paderborn 2005, ISBN 978-3-506-72957-6 (Erstausgabe:  1985).
- Phänomen Christentum. Eine Weltreligion in der Welt der Religionen. Herder, Freiburg 1994, ISBN 978-3-451-23315-9.

Herausgeberschaften
- Lexikon der Religionen. Phänomene – Geschichte – Ideen (= Herder Spektrum. Band 4090). Herder, Freiburg 1987, ISBN 978-3-451-20726-6.
- mit Friedrich Ludwig Müller: „Sich plagen für Gerechtigkeit“. Eine Festgabe aus Schriften von Andreas Müller. Bonn 1991.
- mit Hamid Reza Yousefi und Wolfgang Gantke: Wege zur Religion, Verlag Traugott Bautz, Nordhausen 2010, ISBN 978-3-88309-508-0.